# Маджмауш-шуара
Маджмауш-шуара (азерб. Məcməüş-şüəra / مجمع الشعراء) — азербайджанское литературное общество, основанное Мамедага Джюрми в Баку в 1860-х годах.

## История
В Баку была группа поэтов, которые соревновались в чайханах и частных домах или на свадьбах, чтобы проверить свои таланты, читая стихи и мейхану. Выросла и другая группа поэтов, которые под влиянием известных в Азербайджане литературных обществ создали своё — «Маджмауш-шуара» («Общество поэтов») в 1860-х годах в доме Мамедаги Джюрми, непосредственно под его главенством. Общество, которое в начале своей организации насчитывало от пяти до десяти членов, позже насчитывало более тридцати участников. Главой общества сначала Джюрми, позже секретарем собрания был избран Агададаш Сюрейа. Он собрал и сохранил все газели, стихи, оды и письма, написанные в «Маджмауш-шуара». Большая часть этих произведений когда-то находилась в его доме, а затем перешла в руки его брата Кербалаи Расула. Как и другие литературные собрания, состав «Маджмауш-шуара» был разнообразен по сословному признаку. Однако самое выдающееся в этом собрании то, что его участники — представители низшего сословия людей. Большинство членов общества составляли мелкие торговцы, учителя, корабельные рабочие, художники и певцы. Как и на других литературных собраниях, здесь читались и обсуждались произведения современных поэтов и классиков. Одним из таких поэтов был Бахар Ширвани.
Проживание в центре города Баку давало поэтам общества возможность более тесного контакта с периодической печатью. В начале XX века Джаннати, Заргяр, Сейди, Азер, Кудси и другие среди поэтов «Маджмаш-шуара» публиковались в «Дирилик», «Бабаи-Амир», «Занбур», «Ари» и других изданиях. Среди них выделялся Джаннати своими прогрессивными и просвещенными идеями. В кружке также переводили произведения различных поэтов, например Фирдоуси и Навои. Здесь углубленно изучались произведения таких классиков, как Саади, Фирдоуси, Физули, рубаи известного философа и поэта Омара Хайяма. Его философия была проанализирована и с интересом оценена поэтами собрания. В обществе также существовали серьезные философские идеи и соображения, его влиянии на человеческое сознание, по этому поводу развернулись широкие дебаты.
В последние периоды деятельности «Маджмауш-шуара» в газелях её членов заметна тематическая инновация, в связи с недовольством в обществе, усилением свободолюбивых тенденций, экономических и культурных новаций в целом. В стихах руководящих членов общества, а также других поэтов, проживающих в Баку, часто встречаются мотивы недовольства существующей системой управления в выступлениях за свободу, а также против тирании. Но они все еще не могли сказать свои слова открыто. «Маджмауш-шуара» просуществовал дольше всех литературных обществ, созданных в XIX веке. Он действовал до 1923 года. В кружке также были ряд поэтов составляющие новое литературное общество «Тюркский голос», которое планировало объединить все литературные общества страны с центром в Баку.

## Участники
- Мамедага Джюрми
- Агададаш Сюрейа
- Мирза-ага Дилхун
- Ибрахим Зюлали
- Вахаб Вахиб
- Мирза Рзагулу Хазара
- Мирза Мехди
- Альаббас Мюштаг
- Мирза Мухаммед Мюсаввир
- Мирза Абдулхалиг Юсиф
- Микаил Сейди
- Абдулхалиг Джаннати
- Агададаш Мюнири
- Мирза Хади Сабит
- Хусейн-бек Вахдати
- Абульхасан Вагиф
- Ага Керим Салик
- Хашим-бек Сагиб
- Мирабдулвахаб Сеид Заргяр
- Мешади Азер Бузовналы
- Шахин Нардарани
- Мирза Мамедали Бинява
- Мухаммед Исмаил Аси
- Нусрет
- Мюзниб Забрати
- Мирза Хасиб Кудси
- Баласадыг
- Ахи
- Гаил
- Гызханым
- Музтар Мирза Юсифи
- Хюррами
- Рахил
- Садыг Хасанзаде
- Мирза Багир
- Мина[2]